# Ciągi Golda
Jednym z najbardziej znanych ciągów binarnych o stosunkowo dobrych wartościach korelacji jest ciąg Golda. Nazwa pochodzi od nazwiska znakomitego badacza dr Roberta Golda. Odkrył on kod Golda, który odegrał ważną rolę w rozwoju Globalnego Systemu Pozycjonowania (GPS) a także w telekomunikacji (rozpraszanie widma w CDMA). 
Zbiór ciągów Golda zbudowany jest z preferowanej pary m-ciągów, x i y, o identycznej długości Q. W 1967 roku, Gold pokazał, że te preferowane pary m-ciągów o długości Q mają tylko trzy możliwe wartości korelacji krzyżowej, które są przedstawione w równaniach (2), (3) i (4).
Okres ciągów Golda generowanych przez x i y wynosi również Q. Każdy łańcuch Golda w zbiorze jest generowany przez sumę modulo-2 x i cyklicznych przesunięć y. Zbiór zawiera również m-ciągi x i y. Cały zbiór ciągów Golda o okresie Q oblicza się według wzoru:
(1)  {\displaystyle S_{g}=\{{\underline {x}},{\underline {y}},{\underline {x}}\oplus {\underline {y}},{\underline {x}}\oplus T^{-1}{\underline {y}},{\underline {x}}\oplus T^{-2}{\underline {y}},\ldots ,{\underline {x}}\oplus T^{-(Q-1)}{\underline {y}}\}}
gdzie T-qy dla q = 0,1, ..., Q-1, jest cyklicznym przesunięciem y przy odstępach q, a symbol {\displaystyle \oplus } oznacza sumę modulo-2. Liczność zbioru ciągów Golda o okresie Q wynosi K = Q + 2. Własnością ciągów Golda jest to, że korelacja krzyżowa i Autokorelacja mają tylko trzy możliwe wartości, które są określone przez:
(2)  {\displaystyle R_{kk}(q)={\begin{cases}Q&{\text{dla }}q=0\\\{-1,-t(m),t(m)-2\}&{\text{dla }}q\neq 0\end{cases}}}
(3)  
gdzie:
(4)  {\displaystyle {\begin{aligned}t(m)=2^{(m+1)/2}+1\quad &m{\text{ nieparzyste}}\\t(m)=2^{(m+2)/2}+1\quad &m{\text{ parzyste}}\end{aligned}}}
Ponieważ ciągi Golda są zbudowane z preferowanych par m-ciągów, autokorelację oblicza się przez Q, co widać w równaniu:
{\displaystyle {\begin{aligned}R_{kk}(0)&=Q\\R_{kk}(q)&=-1{\text{ dla }}q\neq 0\end{aligned}}}
W celu obliczenia wartości korelacji, binarne bity 0 i 1 są przypisane do +1 i -1. Na podstawie wartości korelacji, można zauważyć, że dla zbioru ciągów Golda, Rmax = t(m).